# Wskaźnik szybkości płynięcia
Wskaźnik szybkości płynięcia, WSP lub MFI (z ang. melt flow index), lub MFR (z ang. melt flow rate) – wielkość wyrażająca ilość tworzywa termoplastycznego przepływającego przez dyszę kołową o ustalonych wymiarach w określonym czasie pod danym ciśnieniem oraz w danej temperaturze.
Wyróżnia się masowy (MFR) i objętościowy (MVR) wskaźnik szybkości płynięcia.
- Masowy wskaźnik szybkości płynięcia (MFR) wyraża masę tworzywa przepływającego przez dyszę kołową w znormalizowanych warunkach; jednostka – gram/10 minut (metoda A wg normy ISO 1133).
- Objętościowy wskaźnik szybkości płynięcia (MVR) wyraża objętość tworzywa przepływającego przez dyszę kołową w znormalizowanych warunkach; jednostka – cm³/10 minut (metoda B wg normy ISO 1133)[2].

## Procedura określania wskaźnika płynięcia polimerów
MFR polimerów określa się poprzez:
- Włożenie niewielkiej ilości polimeru ok. 4–5 gramów do urządzenia zwanego plastometrem.
- Próbkę ogrzewa się wstępnie przez określony czas, np. 5 min w 190 °C dla polietylenu lub 6 minut w 230 °C dla polipropylenu.
- Podgrzana masa jest wprowadzana w tłok. Standardowe obciążniki masy to m.in. 2,16 i 5 kg.
- Masa wywiera siłę na stopiony polimer, który zaczyna płynąć przez dyszę.
- Próbkę stopu po określonym czasie dokładnie się waży.
- MFI wyraża się w gramach polimeru/10 minut całkowitego czasu badania.

MFR mogą również wskazać "współczynniku płynięcia", stosunek dwóch szybkości płynięcia z różnych wag grawimetrycznych. Powinno być nazywane FRR (współczynnik natężenia przepływu).
Zgodnie z normą ISO 1133 objętościowy wskaźnik szybkości płynięcia oblicza się ze wzoru:
{\displaystyle MVR(T,m)={\frac {A\cdot 600\cdot l}{t}}} 
gdzie: 
- T – temperatura uplastycznionego materiału w stopniach Celsjusza,
- m – masa nominalna tworzywa w gramach wyjściowa,
- A – pole powierzchni tłoka (nominalna wynosi 0,711 cm²),
- l – długość otworu formy w cm,
- t – czas w sekundach.

Masowy wskaźnik szybkości płynięcia MFR oblicza się identycznie jak MVR z wyjątkiem tego, że licznik mnoży się przez gęstość q (g/cm³) tworzywa wytłoczyny w temperaturze, w jakiej jest prowadzone badanie.